# 赫伯特·克勒默
赫伯特·克勒默（德語：Herbert Kroemer，1928年8月25日—2024年3月8日），美籍德裔物理学家，2000年因将半导体异质结构发展应用于高速光电子元件中，而获得诺贝尔物理学奖。

## 生平
赫伯特·克勒默1928年出生在德国（当时处于魏玛共和国时期，但国号依旧为德意志帝国）魏玛，父亲是公务员，母亲是家庭主妇，都来自技术工家庭，父母虽然没有受过高等教育，但是希望赫伯特·克勒默能获得最好的教育，他们并没有为儿子制订具体的学术方向，赫伯特·克勒默自己选择了数学、物理和化学。1947年中学毕业后，他在耶拿大学学习物理学，曾听过德国物理学家弗里德里希·洪德（Friedrich Hund）的课。他在柏林实习时，利用“空中桥梁”逃往了西德，并在哥廷根大学完成了关于晶体管中热电子效应的理论物理学研究和博士论文，导师是德国物理学家里夏德·贝克（Richard Becker），1952年获得博士头衔。此后他将职业定位在物理学和半导体技术研究上。
克勒默先是在德国联邦邮政中央通讯实验室的一个半导体研究小组工作，并自称为是一个“应用理论学者”。1954年他前往美国，工作于普林斯顿大学和帕罗奥图的多家研究机构，1968年至1976年任科罗拉多大学博尔德分校（University of Colorado at Boulder，科罗拉多州博尔德县）电子工程系教授。1976年，克勒默说服圣塔芭芭拉加利福尼亚大学的电子和计算机工程系，将有限的项目资金用于刚刚形成的化合物半导体技术，而不是投资发展主流的硅技术，这一决定使得圣塔芭芭拉加利福尼亚大学占据了这一领域的领导地位。

## 研究
克勒默的研究领域在当时都不是热门的，但却在几年后显现出其重要性。他在1950年代中期指出使用半导体异质结构能够大大提高各种半导体元件的性能，并提出了可以实现吉赫（GHz）级频率的异质结二极管的概念。1963年又提出了双异质结构激光的概念，这是半导体激光的基础和核心技术。这两个概念远远超出了当时的研究水平，直至1980年代取向附生技术发展后才得以大量应用，并成为主流。克勒默2000年所获得的诺贝尔物理学奖可以追溯到这些早期的论文，它们使得1980年代成为了“异质结构的时代”，异质结构继续主导着化合物半导体，这不仅仅包括激光和发光二极管，还包括集成电路，并且威胁到了硅制集成电路技术的主流地位。
克勒默来到圣塔芭芭拉加利福尼亚大学后，将研究重心从理论转移到了实验领域，1970年代末成为分子束外延（MBE）研究领域的先驱。他先是制造和研究了新的合成材料，如磷化镓（GaP）和硅基层上的砷化镓，1985年后又将注意力集中到合成材料砷化铟（InAs）, 锑化镓（GaSb）和锑化铝（AlSb），并将基础研究和未来元件开放相结合，其中一项重要的研究课题是超导半导体混合结构，砷化铟-锑化铝材料由超导铌电极连结，可以促使半导体内的超导。另一个研究方向是强电场下半导体内电子的传输，电子在偏能带中振荡，这种结构适合于做振荡器，通常称为Bloch振荡器，可以达到太赫兹（THz）级的频率。
1990年代末起，克勒默又转向纯理论工作，继续早期的研究，也开创了一些新的研究领域，如光子晶体中的电磁波传播，纳米结构物理学等。
赫伯特·克勒默和若雷斯·阿尔费罗夫因将半导体异质结构发展应用于高速光电子元件中，与发明集成电路的杰克·基尔比分享了2000年诺贝尔物理学奖。
他和查爾斯·基泰爾（Charles Kittel）合著的統計力學教科書Thermal Physics（ISBN 0716710889）在1980年出版至今仍廣為全球許多大學使用。

## 荣誉
- 1973年，电气电子工程师协会（IEEE），J.J.埃贝斯奖（J.J. Ebers Award）
- 1982年，国际砷化镓及相关化合物研讨会，海因里希-韦尔克-奖章（Heinrich-Welker-Medaille）
- 1983年，电气电子工程师协会电子器件学会，国家讲师奖（National Lecturer）
- 1986年，电气电子工程师协会，杰克·默尔敦奖（Jack Morton Award）
- 1994年，洪堡研究奖
- 2000年，诺贝尔物理学奖